# Segretario di Stato (Regno Unito)
Nel Regno Unito, un Segretario di Stato (SofS) è un ministro del governo incaricato di un dipartimento governativo (sebbene non tutti i dipartimenti siano guidati da un segretario di stato, ad esempio lo HM Treasury è diretto dal Cancelliere dello Scacchiere).
Ci sono un certo numero di segretari di stato, ciascuno formalmente intitolato "Segretario di Stato principale di Sua Maestà per ...". La legislazione generalmente si riferisce solo al "Segretario di Stato" senza specificare quale; in virtù dell'Interpretation Act del 1978, questa frase significa "uno dei principali segretari di stato di Sua Maestà". Queste posizioni possono essere create senza legislazione primaria, oggi per volere del Primo ministro.
Il titolo fu introdotto da Elisabetta I (1533-1603) per i due funzionari, che si occuparono della corrispondenza reale. Quando entrò in carica nel 1558, fece di William Cecil, I barone Burghley, il suo segretario personale. Fu il primo Segretario di Stato d'Inghilterra e divenne il confidente più stretto della regina. Rimase in carica fino al 1572.